# Aglaopus condensata
Aglaopus condensata är en fjärilsart som beskrevs av W. Warren 1907. Aglaopus condensata ingår i släktet Aglaopus och familjen Thyrididae. Inga underarter finns listade i Catalogue of Life.